# Régénération
Pour les articles homonymes, voir Régénération (homonymie).
 (mars 2014).
La régénération, dite aussi parfois régénérescence, est la faculté d'une entité vivante (génome, cellule, organe, organisme, superorganisme, écosystème) à se reconstituer après destruction d'une partie de cette entité.
La régénération peut concerner
- des cellules, des organes ou des parties fonctionnelles de certains êtres vivants, comme (dans une certaine mesure) le foie chez la plupart des vertébrés, dont l'homme.
- des organismes animaux, végétaux, fongiques ou microbiens.
- des organismes simples animaux, qui se régénèrent généralement facilement (exemples : anémone, étoile de mer, hydre…).
- des organismes simples (ou plus complexes) végétaux.

Certains organismes animaux complexes (dits « supérieurs ») régénèrent certains de leurs organes après amputation. Par exemple une patte amputée de triton se régénère entièrement. Chez les animaux évolués à sang froid, ce sont souvent les membres locomoteurs (triton) ou la queue (lézard) qui peuvent repousser mais non des organes vitaux comme le cerveau, le cœur, le foie, les poumons, etc.
Chez les animaux à sang chaud, la peau se régénère particulièrement bien, mais non les organes vitaux (exception accordée au foie capable de se reconstruire partiellement, néanmoins une reconstruction diffère d'une régénération au sens biologique du terme). Les nerfs se régénèrent rarement chez les animaux à sang chaud (sauf le nerf olfactif ?). De nombreuses études portent sur les « cellules totipotentes » et cellules souches, visant à développer des possibilités de régénération chez l'Homme, mais elles se heurtent à de nombreuses difficultés, techniques, biologiques, mais aussi bio-éthiques.

## Régénération d'un membre
La faculté de régénération nécessite des conditions embryonnaires afin de pouvoir se produire. Ces conditions sont, entre autres, le maintien de caractéristiques larvaires comme l'immaturité du système immunitaire et la présence permanente de cellules souches. D'autres facteurs sont aussi nécessaires à la régénération d'un membre perdu: la ré-expression des glycoprotéines Wnt, la présence d'hydratation et d'acide hyaluronique. Les seuls vertébrés chez qui ces conditions sont toutes pleinement respectées sont les amphibiens. Ils sont donc caractérisés par une néoténie importante. Chez les humains, qui sont amniotes, certains gènes chargés de la régénération d'un membre sont présents mais ils ne sont pas exprimés après une blessure. En effet, la majeure raison pour cela est que les amniotes ont un système immunitaire très développé. Ainsi, quand un amniote se blesse, il y aura une cicatrisation de la blessure ou amputation au lieu d'une régénération. Ceci est contraire à ce qui se passe chez les amphibiens qui sont anamniotes. De fait, il est possible d'étudier la chronobiologie et la génétique derrière le cycle de régénération chez les amphibiens, plus précisément chez l'Axolotl.

### Le cycle de régénération d'un membre

#### Phase 1: Guérison de la lésion (5 jours suivant l'amputation)[3]
Quelques heures suivant l’amputation du membre, la plaie entame dans la phase « wound healing » ou guérison de la plaie. Afin d’initier le cycle de régénération avec cette phase de guérison, les cellules épithéliales vont envahir le site affecté pour former une mince couche transparente d’épithélium. Ces cellules épithéliales se multiplieront accompagnées des cellules de Leydig qui servent de protection, le tout pour faire une membrane composée de dix couches. Un autre facteur démontrant ce processus de guérison est la présence d’un léger blanchiment du tissu épithélial dans la région terminale de la plaie. Ce changement de couleur est associé à une mort graduelle des tissus présents. Il s’ensuit une accumulation de macrophages afin de réduire la distance entre la fine couche d’épithélium aux muscles préexistants. Cette phagocytose est un élément clé, car elle permet la production de collagène pour faciliter la production de tissu osseux.

#### Phase 2: Dédifférenciation cellulaire (11 jours depuis l'amputation)[3]
Une fois que la membrane épithéliale se retrouve à proximité de l’os, les cellules épithéliales ne cesseront de se différencier, jusqu'à la maturation du bourgeon. Cette région centrale se voit de plus en plus vascularisée, stimulée par des signaux nerveux amplifiant la multiplication cellulaire. Une semaine après l’amputation, cette membrane devient significativement plus épaisse ayant maintenant un capuchon d’épithélium apicale (CEA). Aussitôt présent, ce capuchon débutera un recrutement de cellule progénitrice poursuivant cette régénération.

#### Phase 3: Formation du bourgeon initial (15 jours depuis l'amputation)[3]
À la suite de l’accumulation des cellules progénitrices, ces dernières participeront à la formation d’un blastème, un groupe de cellules qui assurent la régénération d'un membre. Des cellules sénescentes seront aussi formées. Retrouvée sous le CEA, l’expansion du blastème implique une meilleure acquisition de capacité embryonnaire et de dédifférenciation des cellules qui le compose afin de débuter la croissance du bourgeon. Il est important de noter que les échanges entre le CEA et le blastème sont primordiaux pour une régénération optimale d’un membre.

#### Phase 4: Formation du bourgeon moyen (20 jours suivant l'amputation)[3]
En raison de l’innervation du blastème par des facteurs de croissance des fibroblastes (FGF) acheminée par des nerfs, la forme blastème est plus prononcée grâce à sa convexité,. Quant au CEA, ce dernier continue de s’épaissir en s’allongeant le long de la couche épithéliale, ressemblant progressivement à un épiderme. Du côté basal du blastème, plusieurs masses de cellules à haute densité apparaissent aux alentours de l’os, grâce aux protéines morphogénétiques osseuses (BMP) des vaisseaux sanguins, menant à la création de cartilage.

#### Phase 5: Formation du bourgeon final (24 jours après l'amputation)[3]
Puisque la vascularisation se voit riche à ce stade, ceci cause un lobe apical proéminent du blastème marquant la fin du développement du bourgeon. Cependant, la couche apicale du blastème continue de se différencier en cellules cartilagineuse irriguées par la présence de quelques veines marginales. Grâce à cette amplification du nombre de cellules cartilagineuse, la formation de cartilage se fait rapidement. Pour ce qui est des muscles, leur formation se fait par des cellules musculaires précurseures, mais leur différenciation se fait de façon complexe impliquant plusieurs lignées de cellules dont des cellules mésenchymateuses mononucléaires ainsi qu’une panoplie de gènes tel que Pax7.

#### Phase 6: Genèse de la palette (30 jours après l'amputation)[3]
Une fois le cartilage formé, il y a présence du squelette stylopode puis zeugopode. Il est important de savoir que toute différenciation se fait dans le blastème, suivi d’un déplacement cellulaire afin d’atteindre une position génétiquement programmée. Le lobe apical proéminent du blastème régresse et s’aplatit formant ainsi une palette ressemblant au début d’un membre. À mesure que les cellules cartilagineuses se multiplient, la formation de l’autopode débute. Concernant le CEA, ses cellules se différencieront en kératinocytes afin de former un épiderme.

#### Phase 7: Croissance des doigts
Durant cette dernière phase du cycle de régénération, les cartilages de l’autopode se prolongent formant ainsi les doigts du membre régénéré de l’Axolotl. À ce stade, les muscles et vaisseaux sanguins sont présents aux extrémités et contribuent à faciliter la croissance normale du membre. Ce cycle de régénération reprend à chaque fois qu’il y a une nouvelle amputation.

### Rythmicité biologique de la régénération

#### Effets de la température et de la lumière
Plusieurs facteurs peuvent affecter l'efficacité de la régénération des membres. Ces facteurs peuvent être internes, comme la présence d'hormones thyroïdiennes et les taux de glucocorticoïdes. Cependant, parmi ces facteurs, certains sont intrinsèques comme la température et l'exposition à la lumière. Après avoir observé la régénération à différents moments de l'année, Schaubble, chercheur en médecine pathologique, a constaté une croissance plus rapide des membres pendant les saisons avec des périodes de lumière plus longues, comme la fin du printemps et l'été. En effet, le taux de croissance était plus lent en hiver avec une extension de 0,35 cm en 25 jours, alors que les membres des axolotls dans les environnements plus cléments ont crû de 0,61 cm ; une augmentation de 57% pour le nouveau membre. Avec l'augmentation du temps d'exposition à la lumière, la température est également entrée en jeu. De cette connaissance, nous pouvons déduire qu'une augmentation de la température entraîne une augmentation du taux de régénération. Puisque ces différences, au niveau du membre, apparaissaient avec le changement de saisons, Schaubble conclut que la régénération d’un membre est en effet cyclique et non due à l’animal lui-même. La raison pour laquelle les membres ne poussent pas aussi vite pendant les mois ayant moins d’ensoleillement est due à la libération d’une hormone, la mélatonine, qui se montre plus importante lorsque l’animal est exposé à l’obscurité. Produite par la glande pinéale, la mélatonine est contrôlée par l’horloge interne de l’axolotl. Cette hormone agit comme un inhibiteur de la mitose. Ayant une activité diurne accrue, la mitose se déroule lorsque les niveaux de mélatonine chutent. Selon les chercheurs, ce phénomène pourrait être une preuve d’un contrôle rythmique entre la présence de mélatonine et l’activité mitotique dans les cellules du blastème de l’axolotl.

#### Génétique
Le génome de l’Axolotl est dix fois plus grand que celui de l’humain ce qui cause certaines difficultés pour son étude. Le processus de régénération des membres implique la réactivation du réseau de régulation génique qui permet le développement des membres dans le blastème adulte. Toutefois, les chercheurs n’ont pas encore tout à fait trouvé comment la régulation génique s’arrête dans un membre mature adulte et comment celle-ci est réactivée à la suite d'une amputation.
Une des études qui a été faite pour étudier la génétique de la régénération est celle de Knapp et al. dont le but était d’identifier au moins un gène spécifique relié à l’amputation. Les Axolotl utilisés dans l'expérience étaient amputés ou blessés et ils étaient placés dans un environnement aquatique propice à leur guérison ou régénération. Les facteurs suivants étaient sous surveillance: la température, le pH et les niveaux d’azote. Les chercheurs ont comparé des échantillons d'un membre amputé et d'un membre simplement blessé. En comparant l’expression de certains gènes lors de la cicatrisation et de la régénération, seulement 6% de ceux-ci ont montré des modifications d’expression avec une régulation positive plus prononcée lors de la régénération que lors de la cicatrisation des plaies. Parmi ces gènes se trouvent les gènes reliés au stress-oxydatif. Ils sont généralement plus communs dans la cicatrisation, mais ils ont aussi montré une expression lors de la régénération du membre amputé. En effet, la plupart des gènes importants sont surtout en lien avec les étapes primaires de régénération qui incluent la dédifférenciation et la formation du blastème.
Un aspect important concernant le rythme dans la régénération concerne la mémoire des cellules du blastème. En effet, ces cellules se «souviennent» de leur fonction antérieure avant que le membre ne se fasse amputer. Ces cellules vont se différencier sur une période rythmique d’environ 90 jours pour reformer totalement le membre comme il était au départ. Elles vont donc acquérir de nouveau les fonctions de l’os, du muscle, de la peau, du cartilage, etc. Ainsi, avec cette information sur la position, ces cellules du blastème vont interagir et communiquer entre elles en suivant le modèle de coordonnées polaire de régénération. Avec ce modèle, les cellules connaissent leur position par rapport aux axes de circonférences du membre amputé et seront guidés encore selon un rythme de division. Il y a encore peu de recherches qui ont été faites sur l'exactitude des mécanismes chronobiologiques de la régénération chez l’Axolotl.
Toutefois, les chercheurs supposent qu’il y aurait tout de même une horloge qui contrôle le rythme du cycle cellulaire lors de la formation du blastème. Ainsi, la division cellulaire (mitose) serait contrôlée par un rythme où les phases G1, S, G2 et M ont des régulations différentes.Ainsi, on voit une rythmicité dans l’expression de chaque phase lors de la régénération. Les chercheurs déduisent donc l'importance de cette horloge interne puisque la régénération du membre ne pourrait pas avoir lieu sans la mitose qui est contrôlée de façon rythmique. Ainsi, les phases G1 et S ont montré une expression prononcée à partir de 24h après l’amputation avec un pic à 72 heures. Pour les phases G2 et M, leur pic d’expression était autour de 120h après l’amputation. On peut donc conclure que cette apparition précoce de la prolifération cellulaire est associée à une lésion tissulaire. On observe également une expression plus tardive du régulateur du cycle cellulaire. Ceci correspond à l’accumulation des cellules qui forment le blastème. Il y a donc un rythme relié à la régénération qui fait en sorte de modifier les patrons de divisions cellulaires.
Des micro-ARN jouent aussi un rôle essentiel dans le rythme et le contrôle de l'expression des gènes reliés à la régénération. Un des gènes importants parmi ceux-ci fait partie de la famille Wnt (Wnt/b-catenin) dont la rythmicité est présente durant les 3 à 24 premières heures après l’amputation. Une autre famille de gènes a aussi montré une expression importante lors de la régénération: les facteurs de croissance des fibroblastes (FGF). Par exemple, les gènes Fgf8 et Fgf10 sont essentiels pour la croissance et la structure du bourgeon du membre amputé. Ils jouent un rôle crucial dans la formation de l’ectoderme et des composants du mésenchyme. Plus précisément, en comparant l'expression du gène Fgfs10 dans l'échantillon amputé et dans l'échantillon blessé, ce gène a montré une forte régulation 24 heures après l'événement spécifique (l'amputation ou la simple blessure). Cette hausse de régulation était plus prononcée dans l'échantillon amputé que dans celui avec une simple blessure.
Une panoplie d'autres gènes ont été identifiés comme étant spécifiques à la régénération d'un membre chez l'Axolotl. Ces gènes montrent généralement tous une prédominance à un moment précis pour ensuite ne plus être exprimé après la régénération complète du membre amputé. Plusieurs méthodes génétiques, moléculaires et mathématiques sont ainsi utilisées dans le but de comprendre la génétique derrière ce cycle de régénération. En passant par l'hybridation in situ, la méthode de CRISPR/Cas9 et la méthode d'analyse ANOVA, le mécanisme de régénération chez l'Axolotl reste d'une grande utilité non seulement pour les espèces semblables, mais également pour l'Humain dans des cas d'études sur le cancer, par exemple,.

## Régénération écologique
Les écosystèmes peuvent généralement dans une certaine mesure et avec un certain délai également se régénérer, dans un processus dit de résilience écologique impliquant notamment les espèces pionnières (bactéries, algues, champignons et lichens, puis mousses et végétation pionnière, puis strates herbacée et arborée…) qui jouent en quelque sorte un premier rôle de stabilisation et cicatrisation du système après une perturbation. Une prairie scrappée ou brûlée par un incendie peut se régénérer en quelques années, alors qu'il faut plusieurs milliers d'années à une forêt tropicale humide pour retrouver sa composition antérieure.

## Design de la régénération
La sortie du livre Designing Regenerative Cultures de Daniel Christian Wahl, les travaux du groupe Regenesis ou encore de la School of Regerenative Design transforme le concept de régénération et tente de comprendre les applications que celui-ci pourrait avoir comme outil de design holistique pouvant être utilisé à une multitude de niveaux dans nos sociétés contemporaines. Cette vision nécessiterait la réintégration de l'humain et de la société comme faisant partie intégrante de la nature et des écosystèmes.